# Лызмувыр
Лызмувыр — деревня в Кезском районе Удмуртской республики.

## География
Находится в северо-восточной части Удмуртии на расстоянии приблизительно 15 км на запад-северо-запад по прямой от районного центра поселка Кез.

## История
Известна с 1891 года, в 1905 году здесь (починок Лызмувырский) учтено было 11 дворов, в 1924 (уже деревня) — 14. До 2021 года входила в состав Чепецкого сельского поселения.

## Население
Постоянное население составляло 88 человек (1905), 109 (1924, все удмурты), 1 человек в 2002 году (удмурты 100 %), 0 в 2012.